# Justin-Frantz Simon
Justin-Frantz Simon, né à Grenoble le 14 juin 1892 et mort à Saint-Marcellin le 21 octobre 1918 est un poète français. Blessé au combat en 1914, il collabore à La Phalange, au Mercure de France et à Nord-Sud. En 1918, il organise à Grenoble des expositions et des concerts et fonde la revue Les Trois roses à laquelle collabore Pierre Reverdy.

## Sources
- Étienne-Alain Hubert, « Justin-Frantz Simon et Les trois roses », dans Les trois roses, revue d'art., Ed. Grande Nature-Bibliothèque de Vercheny, 1985
- P. Dra, « Les Trois Roses de Grenoble », Le Monde,‎ 9 août 1985 (lire en ligne )
- Étienne-Alain Hubert, Circonstances de la poésie : Reverdy, Apollinaire, surréalisme, Paris, Klincksieck, 2009, 536 p. (EAN 9782252037416)
- Jean Guibal, Olivier Cogne et Hélène Viallet, À l’arrière comme au front : Les Isérois dans la Grande Guerre, Éditions du Musée dauphinois, 2014